# Hartford
Hartford es la capital del estado estadounidense de Connecticut y del condado de Hartford, situado junto al río Connecticut en el centro del estado. Según el censo de 2010 tenía una población de 124 775 habs. Estas cifras sitúan a Hartford como la tercera ciudad más poblada de Connecticut tras Bridgeport y New Haven. Esta ciudad forma parte del Gran Hartford que tiene una población de 1 212 381 habs. según el censo de 2010, siendo el área metropolitana más grande del estado y la 45° de los Estados Unidos.
Se la conoce como la "capital mundial de los seguros": Hartford acoge la mayor parte de las sedes centrales de las mayores empresas de seguros del mundo y ha convertido este negocio en su motor económico. (El estado de Connecticut es conocido como "la tierra de las tradiciones"). La región tiene una relativamente baja población de adultos entre los 18 y 25 años, sin embargo Hartford tiene una población relativamente joven.
El lado oeste de Hartford está cerca de Elizabeth Park, el mayor y más antiguo jardín municipal de rosas del país. Junto a Springfield (Massachusetts), Hartford y su entorno constituyen el conocido como "New England's Knowledge Corridor" (Corredor del conocimiento de Nueva Inglaterra).

## Historia
Después de que el explorador neerlandés Adriaen Block visitara el área en 1614, comerciantes de pieles de la colonia de los Nuevos Países Bajos desplegaron un puesto de comercio en el Fuerte Goede Hoop (Buena Esperanza) en la confluencia de los ríos Connecticut y Park en el año 1623 pero quedó abandonado en 1654. El vecindario próximo a este lugar todavía es conocido como "Dutch Point" (Punto Neerlandés). Los primeros colonizadores ingleses llegaron en 1635. El enclave originalmente era llamado Newtown, pero fue renombrado a Hartford en 1637. Una teoría sobre los orígenes del nombre "Hartford" sostiene que fue en honor a la localización inglesa de Hertford.
El pastor de la iglesia que fundó la ciudad, Thomas Hooker, presentó un sermón que inspiró el escrito de Órdenes Fundamentales de Connecticut, un documento (ratificado el 14 de enero de 1639) que da la autoridad al pueblo de gobernar, en lugar de cederlo a poder superior. Algunos historiadores ven los conceptos de autogobierno de Hooker como un antecesor a la Constitución de los Estados Unidos.
El incendio del Circo Hartford, que ocurrió el 6 de julio de 1944, fue uno de los peores desastres a causa de un incendio en la historia de los Estados Unidos. El fuego ocurrió durante una función de tarde de los Ringling Brothers and Barnum & Bailey Circus al que asistían entre 7500 y 8.700 personas, y en que murieron 168 personas y 700 resultaron heridas.

## Geografía
Según la Oficina del Censo de los Estados Unidos, la ciudad tiene un superficie total de 46,5 km², de los cuales 44,8 km² son tierra y 1,7 km² (el 3,67%) son agua.
Hartford linda con las ciudades de West Hartford, Newington, Wethersfield, East Hartford, South Windsor y Windsor. El río Connecticut separa Hartford de los suburbios del este de la ciudad.
En sus orígenes Park River dividía Hartford en los barrios norte y sur, y era una parte principal del Bushnell Park. El río fue casi completamente cercado por proyectos de medidas para controlar las inundaciones en la década de 1940. El antiguo curso del río todavía puede verse en alguna de las carreteras que fueron construidas en su lugar, como Jewell St. y la autopista Conlin-Whitehead.

### Clima
Hartford tiene un Clima continental húmedo (según la clasificación climática de Köppen Dfa). Los veranos son típicamente de cálidos a calientes y bochornosos, mientras que los inviernos son generalmente fríos con frecuentes nevadas. La precipitación mensual media está alrededor de 96 mm, distribuida regular y equitativamente a lo largo del año. Hartford recibe aproximadamente 124 cm de nieve en un invierno medio; la mayor nevada estacional registrada fue de 292,61 cm en 1996. La primera nevada ocurre generalmente entre mediados y finales de noviembre y la última nieve de la temporada por lo general cae a finales de marzo, aunque acumulaciones de nieve se hayan dado desde finales de septiembre hasta mediados de mayo en casos extremos.
| Parámetros climáticos promedio de Aeropuerto Internacional Bradley, Connecticut (normales 1991–2020, extremos 1905–presente) | Parámetros climáticos promedio de Aeropuerto Internacional Bradley, Connecticut (normales 1991–2020, extremos 1905–presente) | Parámetros climáticos promedio de Aeropuerto Internacional Bradley, Connecticut (normales 1991–2020, extremos 1905–presente) | Parámetros climáticos promedio de Aeropuerto Internacional Bradley, Connecticut (normales 1991–2020, extremos 1905–presente) | Parámetros climáticos promedio de Aeropuerto Internacional Bradley, Connecticut (normales 1991–2020, extremos 1905–presente) | Parámetros climáticos promedio de Aeropuerto Internacional Bradley, Connecticut (normales 1991–2020, extremos 1905–presente) | Parámetros climáticos promedio de Aeropuerto Internacional Bradley, Connecticut (normales 1991–2020, extremos 1905–presente) | Parámetros climáticos promedio de Aeropuerto Internacional Bradley, Connecticut (normales 1991–2020, extremos 1905–presente) | Parámetros climáticos promedio de Aeropuerto Internacional Bradley, Connecticut (normales 1991–2020, extremos 1905–presente) | Parámetros climáticos promedio de Aeropuerto Internacional Bradley, Connecticut (normales 1991–2020, extremos 1905–presente) | Parámetros climáticos promedio de Aeropuerto Internacional Bradley, Connecticut (normales 1991–2020, extremos 1905–presente) | Parámetros climáticos promedio de Aeropuerto Internacional Bradley, Connecticut (normales 1991–2020, extremos 1905–presente) | Parámetros climáticos promedio de Aeropuerto Internacional Bradley, Connecticut (normales 1991–2020, extremos 1905–presente) | Parámetros climáticos promedio de Aeropuerto Internacional Bradley, Connecticut (normales 1991–2020, extremos 1905–presente) |
| Mes | Ene. | Feb. | Mar. | Abr. | May. | Jun. | Jul. | Ago. | Sep. | Oct. | Nov. | Dic. | Anual |
| --- | --- | --- | --- | --- | --- | --- | --- | --- | --- | --- | --- | --- | --- |
| Temp. máx. abs. (°C) | 22.2 | 25 | 31.7 | 35.6 | 37.2 | 37.8 | 39.4 | 38.9 | 38.3 | 32.8 | 28.3 | 24.4 | 39.4 |
| Temp. máx. media (°C) | 2.1 | 3.6 | 8.5 | 15.8 | 22.1 | 26.6 | 29.6 | 28.5 | 24.3 | 17.5 | 10.8 | 4.8 | 16.2 |
| Temp. media (°C) | -2.7 | -1.3 | 3.2 | 9.7 | 15.6 | 20.5 | 23.5 | 22.5 | 18.2 | 11.7 | 5.7 | 0.3 | 10.6 |
| Temp. mín. media (°C) | -7.3 | -6.3 | -2.1 | 3.6 | 9.1 | 14.3 | 17.4 | 16.5 | 12.1 | 5.8 | 0.6 | -4.1 | 4.9 |
| Temp. mín. abs. (°C) | -32.2 | -31.1 | -21.1 | -12.8 | -2.2 | 2.8 | 6.7 | 2.2 | -1.1 | -8.3 | -17.2 | -27.8 | -32.2 |
| Precipitación total (mm) | 83.3 | 79.5 | 96.8 | 98.6 | 96.3 | 108.7 | 105.9 | 106.9 | 111.5 | 114.8 | 89.2 | 103.6 | 1195.1 |
| Nevadas (cm) | 36.1 | 37.6 | 23.9 | 2.8 | 0 | 0 | 0 | 0 | 0 | 1.8 | 3.6 | 25.7 | 131.3 |
| Días de precipitaciones (≥ 0.2 mm)                                                                                           | 10.9 | 10.5 | 11.2 | 11.5 | 12.3 | 11.8 | 10.7 | 10.4 | 9.2 | 10.5 | 9.9 | 11.5 | 130.4 |
| Días de nevadas (≥ 0.2 cm)                                                                                                   | 6.1 | 6.2 | 3.8 | 0.7 | 0.0 | 0.0 | 0.0 | 0.0 | 0.0 | 0.1 | 0.9 | 4.5 | 22.3 |
| Horas de sol | 169.8 | 176.1 | 213.9 | 228.2 | 258.6 | 273.4 | 293.1 | 269.6 | 223.6 | 199.4 | 139.4 | 139.5 | 2584.6 |
| Humedad relativa (%) | 63.9 | 63.0 | 60.4 | 58.0 | 63.0 | 67.3 | 68.0 | 70.6 | 72.9 | 69.2 | 68.3 | 68.0 | 66.1 |
| Fuente: NOAA (humedad y horas de sol 1961–1990)                                                                              | | | | | | | | | | | | | |

## Demografía
Según el censo del año 2000, había 121.578 personas, 44.986 hogares, y 27.171 familias residentes en la ciudad, y la densidad de población era de 2.711,8 hab/km². Había 50.644 unidades de alojamiento con una densidad media de 1.129,6/km². La composición racial de la ciudad estaba compuesta por un 27,72% de blancos, 38,05% afroamericanos, 0,54% nativoamericanos, 1,62% asiáticos, 0,11% de las Islas del Pacífico, 26,51% de otras razas y el 5,44% de dos o más razas. El 40,52 % de la población era hispana o latina, principalmente de origen puertorriqueño. El 17,83% de la población se clasificó a sí misma como blanca no hispana.
De los 44.986 hogares censados, el 34,4% tenía niños de menos de 18 años de edad viviendo en ellos, el 25,2% tenía parejas casadas viviendo juntas, el 29,6% tenía a una cabeza de familia femenina sin marido presente, y el 39,6% no eran familias. El 33,2 % de todas las casas estaba ocupado por un solo individuo y el 9.6 % tenía a alguien viviendo solo con 65 años de edad o más. El tamaño medio de los hogares era 2,58 y el tamaño medio de familia era 3,33.
En la ciudad la población estaba compuesta por el 30,1% de menores de 18 años de edad, el 12,6% de 18 a 24, el 29,8% de 25 a 44, el 18,0% de 45 a 64, y el 9,5% de mayores de 65 años de edad o más. La edad media era de 30 años. Por cada 100 mujeres había 91,4 varones. Por cada 100 mujeres mayores de 18 años de edad, había 86,0 varones.
Los ingresos medios por hogar en la ciudad eran 24.820 dólares, y los ingresos medios de una familia eran 27.051 dólares. Los varones tenían unos ingresos medios de 28.444 dólares contra 26.131 dólares las mujeres. Los ingresos per cápita de la ciudad eran de 13.428 dólares. Aproximadamente el 28,2% de las familias y el 30,6% de la población estaban por debajo del umbral de la pobreza, de los cuales el 41,0% eran menores de 18 años y el 23,2% de 65 años o más.
Después de la Segunda Guerra Mundial y durante la última mitad del siglo XX, muchos portorriqueños se trasladaron a la ciudad de Hartford. En el 2000, el 32,56% de residentes de Hartford tenía ascendencia puertorriqueña. Ésta era la segunda concentración más grande de puertorriqueños en territorio estadounidense, detrás solo de Holyoke, Massachusetts. Hoy, las banderas de Puerto Rico se encuentran en coches y edificios por todas partes de la ciudad. El actual alcalde de Hartford, Eddie Pérez, nació en Puerto Rico y se trasladó a Hartford en 1969 a la edad de doce años. En 2001, se convirtió en el primer puertorriqueño (y primer latino) en ser elegido como alcalde de la ciudad.

## Barrios

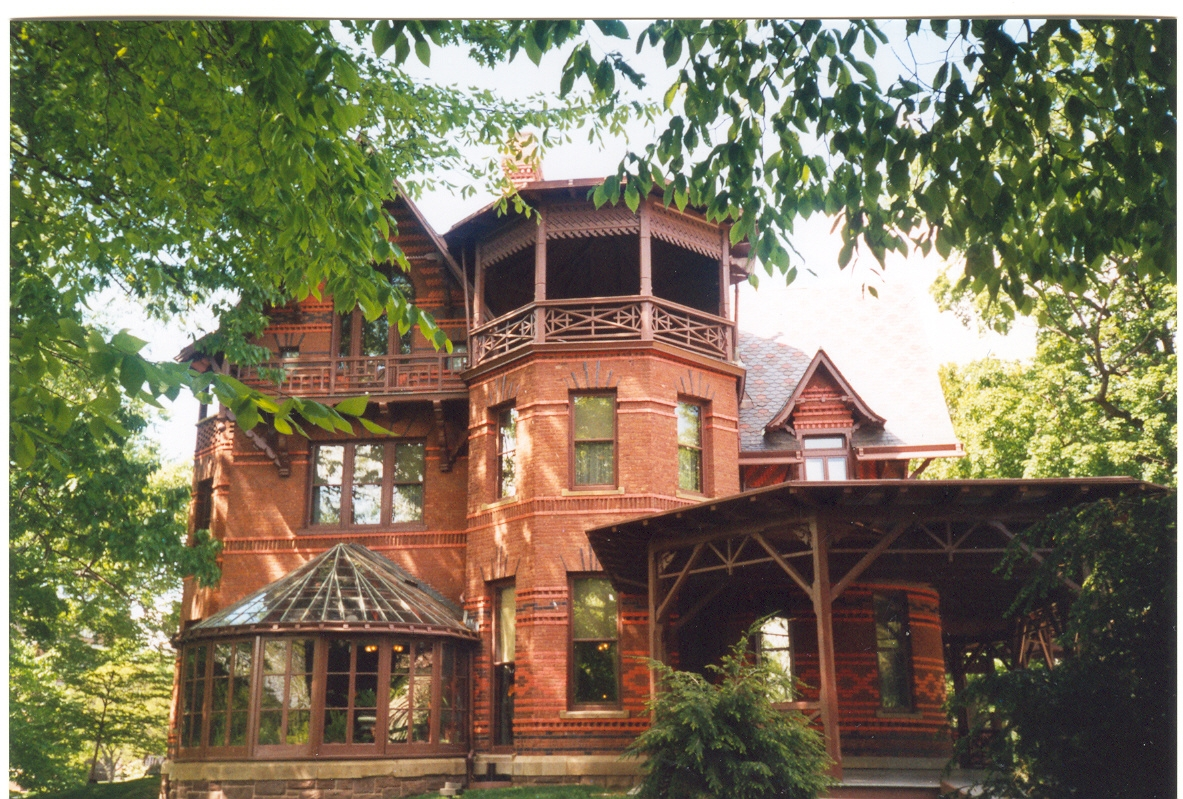
Casa de Mark Twain, Hartford.

Los barrios de Hartford son de una gran diversidad e historia. En el Centro de la ciudad de Hartford está situado el distrito central de negocios. Parkville es llamado así por la confluencia de los brazos norte y sur del Park River; es la sede de los Real Art Ways. En Frog Hollow está situado el Pope Park. La Asylum Hill es un área mixta, residencial y comercial, que aloja la oficina central de varias compañías de seguros y la Casa de Mark Twain.
En el West End se encuentra la residencia del Gobernador, la Universidad de Hartford y linda el Club de Golf Hartford. En el Sheldon Charter Oak estaba situado el "Charter Oak" (véase Historia de Connecticut) y su monumento conmemorativo y también la antigua oficina central de Colt incluido Armsmear. El North East incluye el Keney Park. En el South End se encuentra la "Pequeña Italia". En el South Green está el Hospital de Hartford. En el South Meadows están situados el Aeropuerto Hartford-Brainard y el complejo industrial de Hartford. Los North Meadows tienen parcelas comerciales y de venta de automóviles de coches, y son la sede del Dodge Music Center. Otros barrios de Hartford son: Barry Square, Behind the Rocks, Blue Hills, Clay Arsenal, Southwest' y Upper Albany.

## Economía

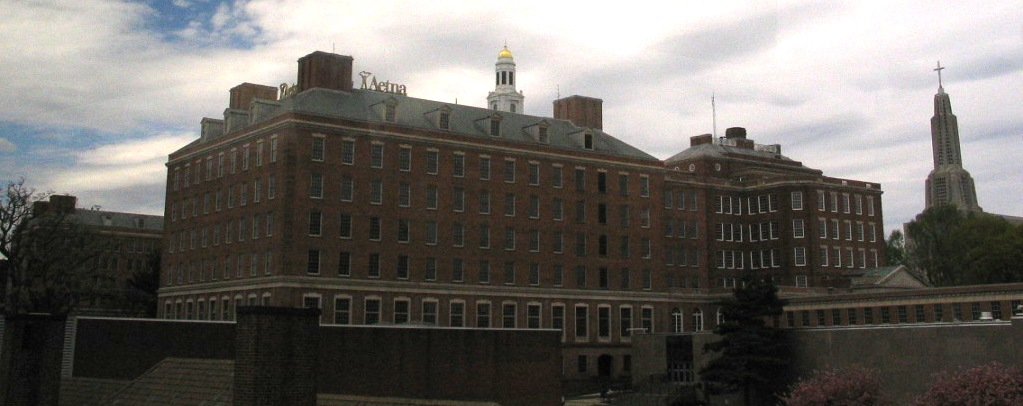
Edificio Aetna

Gran Hartford es un centro internacional de la industria de seguros, con compañías como Travelers, CIGNA, Aetna, y The Hartford con sedes en la ciudad. El área es también sede de la Colt Firearms y grandes corporaciones como United Technologies (con empresas como Pratt & Whitney, Ascensores Otis, Sikorsky Aircraft, Carrier Corporation, Hamilton Sundstrand o UTC Fire & Security).
A finales del siglo XIX y principios del XX Hartford era una importante ciudad de industria y publicación, pero, como en muchas otras ciudades industriales del Oeste, muchas fábricas han sido cerradas, trasladadas o reducidas.
Hartford ha sido importante durante mucho tiempo para las compañías de seguros y a menudo es llamada "la capital de seguros del mundo," aunque recientes fusiones redujeran el número de empleados en las compañías de seguros en Hartford. MetLife y Lincoln Financial han reducido su personal en Hartford y MassMutual ha trasladado sus operaciones de Hartford a Enfield (Connecticut) para situarse más cerca de oficina central en Springfield, Massachusetts. Recientemente, Hartford ha demostrado su viabilidad como centro de negocios. St. Paul Travelers han anunciado que creará 600 empleos en el área (500 de ellos en el centro de la ciudad de Hartford); Aetna está trasladando a más de 3500 empleados a la ciudad desde Middletown, Connecticut.

## Educación

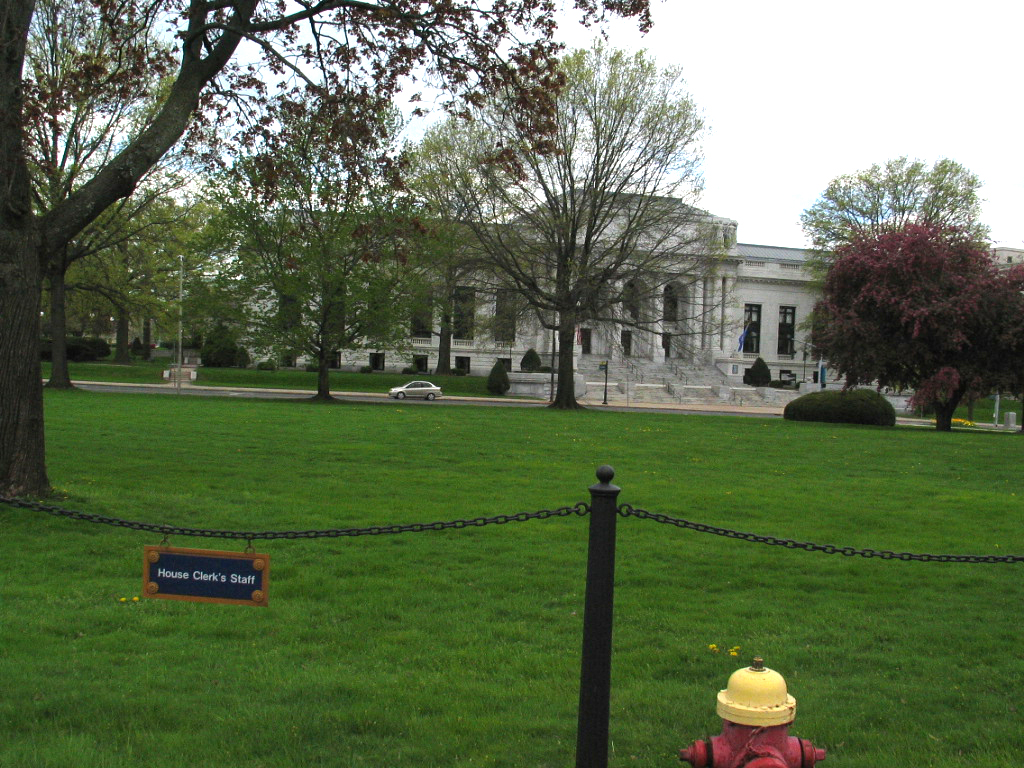
Biblioteca estatal de Connecticut, Hartford.

Hartford cuenta con varias instituciones de categoría mundial como el museo Wadsworth Atheneum (en el centro de la ciudad), el Trinity College (en el barrio de Barry Square), el Conservatorio de Hartford (en el barrio de Asylum Hill), el Institute of Living, el Capital Community College (en el centro de la ciudad), la Escuela de Negocios de la Universidad de Connecticut (también en el centro de la ciudad), Hartford Seminary (en el West End), la Escuela de Derecho de la Universidad de Connecticut (también en el West End) y Rensselaer en Hartford (un campus en North Meadows del Instituto Politécnico de Rensselaer). La Universidad de Hartford está localizada en Hartford, West Hartford, y Bloomfield.
En la región de Hartford y Springfield (Massachusetts) se encuentran más de 26 colleges y universidades incluyendo las principales universidades de cada Estado. El área Hartford-Springfield es conocida como "New England's Knowledge Corridor" (Corredor del conocimiento de Nueva Inglaterra).
Hartford está atendida por las Escuelas Públicas de Hartford (Hartford Public Schools) La Hartford Public High School, es la segunda High School más antigua de la nación, está localizada en el barrio de Asylum Hill de Hartford. La ciudad cuenta también con la Bulkeley High School en la avenida Wethersfield y la Weaver High School en calle Granby. Asimismo, Hartford cuenta con la Montessori Middle School, la Academia de Matemáticas y Ciencia y la Academia de Artes de Greater Hartford.

## En el cine
La película Far from Heaven (llamada Lejos del cielo en España/Venezuela y Lejos del paraíso en Argentina), protagonizada por Julianne Moore, Dennis Haysbert y Dennis Quaid, está ambientada en esta ciudad.

## Ciudades hermanadas
Hartford presenta numerosas ciudades hermanadas:
- Hertford, Inglaterra: La ciudad tiene una población de aproximadamente 24 000 habitantes y sirve a muchos viajeros diarios a Londres.[cita requerida]
- Floridia, Italia: Un pequeño suburbio de Siracusa, Italia localizada en la costa sudeste de la isla de Sicilia.
- Tesalónica, Grecia Esta ciudad portuaria es la segunda ciudad mayor de Grecia, con una población aproximada de 1.200.000 habitantes.
- Mangualde, Portugal: Una pequeña ciudad en la región central, cercana a la Sierra de la Estrella.
- Bydgoszcz, Polonia: Una ciudad en el centro-norte de Polonia. Es parte del área metropolitana de Bydgoszcz-Toruń, con unos 850.000 habitantes.
- Caguas, Puerto Rico: Mediana ciudad en el centro de Puerto Rico.
- Freetown, Sierra Leona: La capital de Sierra Leona.
- Morant Bay, Jamaica: Al sudeste de Jamaica.
- New Ross, Irlanda: Una pequeña ciudad en la costa del Mar de Irlanda, al sur de Dublín.
- Ocotal, Nicaragua: Es la mayor ciudad al norte de Nicaragua.
- Madrid, España: Es la capital de España.